# Tafelmusik

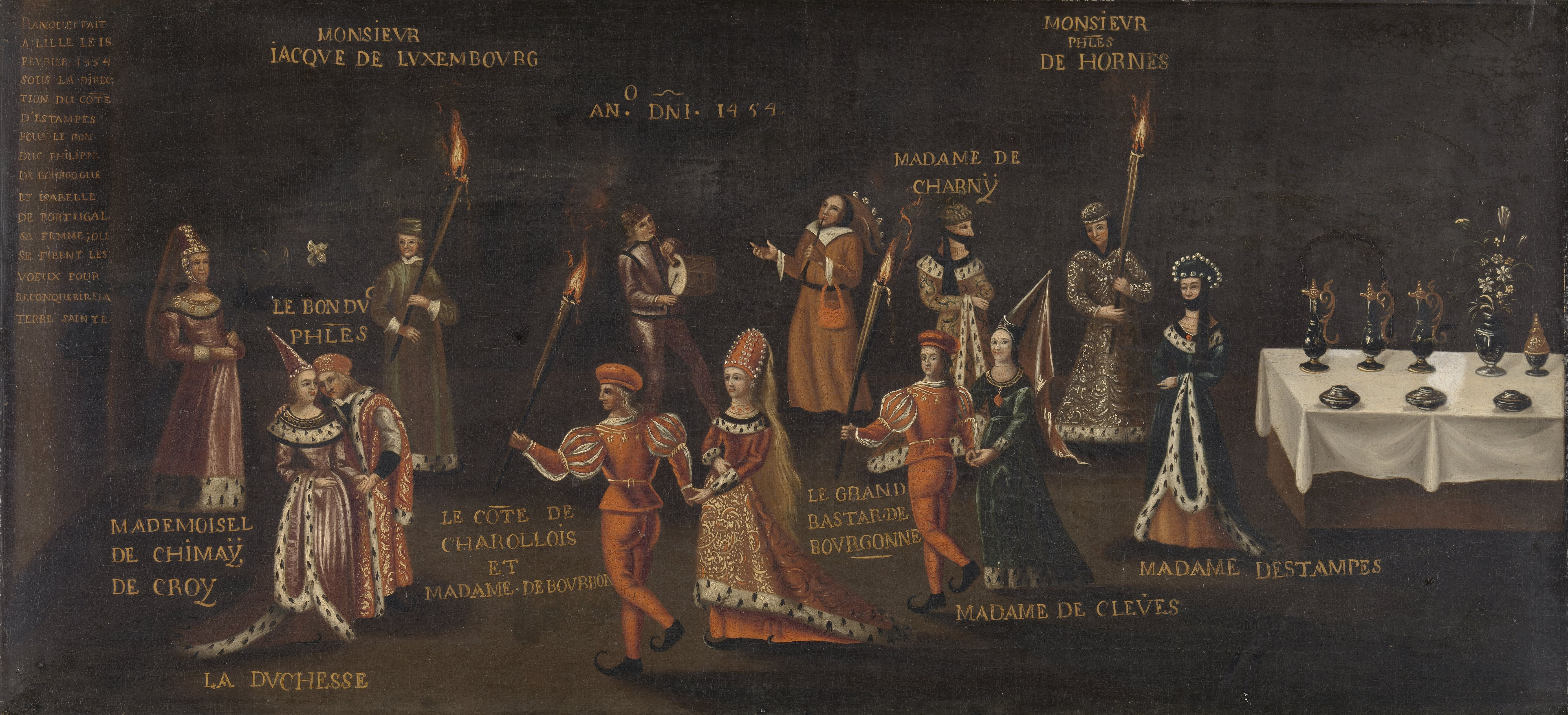
Imagen de un banquete conservado en el Rijksmuseum de Ámsterdam.

La expresión Tafelmusik (alemán: «Música de mesa») se refiere al variado repertorio de música expresamente compuesta para acompañar banquetes, en especial en los siglos XVI y XVII, ya sea como música de fondo, en los entremeses, al inicio o en la sobremesa.
La costumbre de acompañar los banquetes o reuniones con música se remonta al Antiguo Egipto, manteniéndose entre los Hebreos, en Grecia y en Roma. La tradición perdura en el Medioevo y toma nuevo vigor en el siglo XV. En las comidas solemnes, comenzando por los banquetes de boda, la presencia de cantores y músicos era habitual y casi obligada: lo mismo ocurría en los banquetes oficiales de la corte y de las magistraturas municipales. Al intérprete de laúd y al arpista del Concerto Palatino de Bolonia, por ejemplo se les asignaba la función de «deleitar, con delicadas danzas instrumentales, el oído de los ilustres comensales durante el almuerzo o la cena». En los almuerzos dominicales o en las ocasiones especiales se sumaban a estos las trompetas, los cornos y los pífanos.

## Origen
Durante los siglos XVII y XVIII, sobre todo en Alemania y Francia, el estilo seduce a los compositores hasta caracterizarse como verdadero género musical, con la forma de una suite de danzas. Entre los autores que compusieron obras de este tipo puede mencionarse a Johann Hermann Schein (Banquete musical, 1617), Alexander Avenarius, Andreas Hammerschmidt, Heinrich Ignaz Franz von Biber y Werner Ehrhardt en Alemania; Jean-Baptiste Lully y Michel-Richard Delalande en Francia. Es muy conocida la Tafelmusik de Georg Philipp Telemann (1733), que se estructura mediante una obertura, un cuarteto, un concierto, un trío, una pieza solista y un final en la misma tonalidad.
No desdeñaron dedicarse a la tafelmusik el mismo Beethoven, quien compuso el Octeto para vientos op.103 en 1792 para alegrar la mesa del elector de Bonn y -en tiempos más recientes- Paul Hindemith, Gerhard Maasz o Jeno Takács.
Se reconocen como relacionadas con la «música de mesa» las composiciones breves de Gioachino Rossini, compositor que también adquirió fama como gastrónomo, tituladas «antipasto» y «postre», únicas piezas que escribió luego de su decisión de abandonar la composición musical en 1829. 
Iniciado el siglo XVIII el género tafelmusik fue reemplazado por divertimento.